# Prorifrons angustipennis
Prorifrons angustipennis är en fjärilsart som beskrevs av William Schaus 1911. Prorifrons angustipennis ingår i släktet Prorifrons och familjen ädelspinnare. Inga underarter finns listade i Catalogue of Life.